# Cortland (Nova Iorque)
Cortland é uma cidade localizada no Estado americano de Nova Iorque, no Condado de Cortland. A sua área é de 10,2 km², sua população é de 18 740 habitantes, e sua densidade populacional é de 743,6 hab/km² (segundo o censo americano de 2000). A cidade foi fundada em 1791.